# Jaroslav Krejčí
Pour les articles homonymes, voir Krejčí.
Jaroslav Krejčí, né le 27 juin 1892 à Konice et mort le 18 mai 1956 à Prague, est un avocat et collaborateur tchécoslovaque. Il a notamment été Premier ministre du protectorat de Bohême-Moravie du 28 septembre 1941 au 19 janvier 1945.

## Biographie
Après avoir obtenu son diplôme de la faculté de droit de l'Université Charles de Prague en 1915, il rejoint la fonction publique à divers postes. En 1938, il devient professeur de droit constitutionnel à l'Université Masaryk.
Du 12 décembre 1938 au 3 mars 1939, il est ministre de la Justice du gouvernement de Rudolf Beran et président de la Cour constitutionnelle. Il reste à ces postes dans tous les gouvernements du protectorat de Bohême et de Moravie dont il est également temporairement ministre de l'Agriculture . Le 28 septembre 1941, il devient Premier ministre en remplacement d'Alois Eliáš, qui avait soutenu la résistance tchèque avant d'être exécuté. Krejčí et son gouvernement coopèrent alors pleinement avec les Allemands. Après la guerre, Krejčí a été condamné à 25 ans de prison et est décédé par la suite en prison.

### Référence de traduction
- (en) Cet article est partiellement ou en totalité issu de l’article de Wikipédia en anglais intitulé « Jaroslav Krejčí » (voir la liste des auteurs).